# Свіди
Свіди (пол. Swidy) — частина села Воля Лосінецька у Польщі, в Люблінському воєводстві Томашівського повіту, ґміни Сусець.

## Історія
Первісним населенням були русини-лемки, які компактно проживали на своїх історичних землях. 